# Paratheuma
Paratheuma là một chi nhện trong họ Desidae.